# FITネット
FITネット（フィットネット）は、北陸地方の地方銀行である福井銀行・北國銀行と、第二地方銀行である富山第一銀行の合わせて3行が、それぞれ3行との間のATM･CD利用手数料無料提携及び3行との「FITネット商談会」を含むビジネスマッチングなどによる業務提携のことである。「FITネット」のF・I・Tは、「Fukui（福井）」・「Ishikawa（石川）」・「Toyama（富山）」の3つの頭文字から取ったものである。
なお、北電情報システムサービス（北陸電力グループ）のインターネットサービスプロバイダ(ISP)サービス「FITweb」もFITの語源は同じであるが、直接の関係は無い。

## 業務提携の内容
- ATM相互無料提携（FITネットATM）
- 3行とのビジネスマッチング（「FITネット商談会」）

## FITネットATMについて
- FITネットATMを参照のこと

## FITネット商談会について
- 北陸3県の企業と企業・人と人との交流の場を北陸最大のスケールでご提供し、優れた製品・技術それにビジネスモデル等を有する企業同士のビジネスマッチングによる地域経済の活性化を目的として、福井銀行・北國銀行・富山第一銀行の３行が主催して「FITネット商談会」を開催している。
  - 第1回は2005年11月29日に、石川県産業展示館を会場に開かれ、3行の取引先 合わせて226社、商談参加企業数 約1000社を迎えて開催された。

## 業務提携の締結の調印
- 2005年9月26日に、3行それぞれ「FITネット」業務提携締結の調印を行った。